# Severinia mistshenkoi
Severinia mistshenkoi es una especie de mantis de la familia Mantidae.

## Distribución geográfica
Se encuentra en Tayikistán y Turkmenistán.